# Enrico Morpurgo
Enrico Morpurgo (* 2. Juli 1894 in Triest; † 4. März 1972 in Amsterdam) war ein italienischer Autor, Romanist, Italianist, Kunsthistoriker und Historiker der Zeitmessung, der in den Niederlanden wirkte.

## Leben und Werk
Morpurgo dessen Name („Marburger“) sich von der Stadt Maribor (deutsch: Marburg) herleitet und der einer jüdischen Familie aus Triest entstammte, studierte von 1913 bis 1918 in Wien und wurde 1919 an der Universität Padua promoviert mit der Arbeit Le ariette di Pietro Metastasio.
Morpurgo war von 1935 bis 1947 Privatdozent für Italienisch an der Universität Amsterdam (in der Zeit der nationalsozialistischen Besetzung der Niederlande amtsenthoben). Von 1947 bis 1953 war er Lektor (Dozent) an der Universität Groningen, anschließend wieder an der Universität Amsterdam, zuerst Lektor, ab 1959 außerordentlicher und von 1961 bis 1962 ordentlicher Professor für Italienisch.
Der Triester Enrico Morpurgo ist nicht zu verwechseln mit dem gleichnamigen Udinesen Enrico Morpurgo (1891–1969), Sohn von Elio Morpurgo.

## Veröffentlichungen (Auswahl)

### Kunstgeschichte
- La storia d'un Ercole, Triest 1920
- (Hrsg.) Esposizione d'arte italiana in Olanda. Tentoonstelling van italiaansche kunst in Nederland : Stedelijk Museum Amsterdam, 22 october-20 november 1927; Pulchri Studio Den Haag, 9 december-31 december 1927, Amsterdam 1927 (Ausstellungskatalog)
- Gli artisti in Austria
  - 1. Band, Rom 1937 (Von den Anfängen bis zum 17. Jahrhundert)
  - 2. Band, Rom 1962 (18. Jahrhundert)
- Il castello di Trieste, Triest 1949

### Uhren- und Uhrmachergeschichte
- Dizionario degli orologiai italiani (1300–1880), Rom 1950; erweitert Mailand 1974
- L’orologio tascabile, Rom 1951
- Wer erfand die Taschenuhr? Einladung zu einer Klärung. In: Der Uhrmacher. Band 12, 1951, S. 464.
- Gli sviluppi di una polemica: L’orologio da petto prima del Henlein. Estratto da „La Clessidra“ 8, August 1952. Rom 1952.
- L'origine dell'orologio tascabile = The origin of the watch, Rom 1954.
- (Hrsg.) Hoe laat was het? Het Nederlandse uurwerk. Museum Willet Holthuysen, 29 maart-7 mei 1956, Amsterdam 1956 (Ausstellungskatalog)
- L'orologio e il pendolo, Rom 1957
- (Hrsg.) Orologi preziosi dal 16. al 19. Secolo. Con un profilo storico dell'orologeria italiana. Precious watches from the 16th to the 19th century with a historical survey of Italian watchmaking, Mailand 1964 (Ausstellungskatalog) (deutsch: Kostbare Uhren vom 16. bis 19. Jahrhundert. Mit einer historischen Einführung in die italienische Uhrmacherei, 1975)
- Gli orologi, Mailand 1966, 1984, 1992 (französisch: Les horloges, Paris 1987).
- Orologi contraffatti e orologi falsi. Imitations and False clocks. Gefaelschte und umgearbeitete Uhren. Rom 1969.
- Nederlandse klokken- en horlogemakers vanaf 1300, Amsterdam 1970.
- Kostbare Uhren vom 16. bis 19. Jahrhundert. Mit einer historischen Einführung in die italienische Uhrmacherei. Mailand (um 1975).
- L'orologeria italiana dalle origini al quattrocento, Rom 1986

### Antrittsvorlesungen
- De duivel als theoloog, Amsterdam 1948 (Universität Groningen)
- Kwaadsprekerij in Rome, Groningen 1954 (Universität Amsterdam)
- De nonsens-poëzie, Amsterdam 1960 (Universität Amsterdam)

### Weitere Werke
- I guanti inglesi, Mailand 1930 (Roman)
- Dieci contro uno. L’Olanda nella bufera, Mailand 1946 (“Holland im Sturm”, Zeitgeschichte 1940–1945)
- (Übersetzer) Johan Frederik Christiaan Dix und Walter Roozen, Fiori, Mailand 1951